# Conan, a detektív

A Conan, a detektív (名探偵コナン; Meitantei Conan) japán detektív-manga és -anime, aminek megalkotója Aojama Goso (青山 剛昌; Hepburn: Gosho Aoyama).
A történet Kudó Sinicsi, a fiatal nyomozózseni kalandjait követi, miután visszafiatalították gyerekké. A manga 1994-től folyamatosan megjelenik a Súkan Sónen Sunday magazinban, valamint a belőle készült animét 1996 óta vetítik.

## Története
A főhős, Kudó Sinicsi, 17 éves középiskolai diák. Kitűnő tanuló, társaihoz képest kiemelkedő intelligenciával, aki szabadidejében a helyi rendőrség munkáját segíti. Egyik nyomozása során egy veszélyes bűnbandát próbál meg lefülelni, ám az akció balul sül el: csapdába csalják és leütik. Ellenfelei egy kísérleti mérget adnak neki, ami nem öli meg, csak visszaformálja testét 10 évvel korábbi állapotába.
Hogy elrejtse személyazonosságát támadói elől, felveszi az Edogava Conan nevet. Továbbá beköltözik gyerekkori barátjához, Móri Ranhoz, és a magánnyomozó apjához, Móri Kogoróhoz, annak reményében, hogy megtalálja a támadóit. Mivel nyomozói képességei nem változtak, tovább folytatja a bűnügyek megoldását, amiben a szomszédjától és barátjától, Agasza professzortól kapott szerkezetek segítik.
Mivel gyerekként nem vennék komolyan a felnőttek, általában Móri Kogoró nevében beszél (őt elaltatja és hangmodulátor segítségével utánozza a hangját). A babérokat így Kogoró aratja le, aminek köszönhetően az ő üzlete is fellendül.
Emellett Conan-nek újra be kellett iratkoznia általános iskolába, ahol három osztálytársával alkotja az Ifi Detektívek-et.

## Manga
A Conan, a detektív című mangát Aojama Goso írja és rajzolja. Japánban a Shogakukan kiadó Súkan Sónen Sunday nevű újságjában jelenik meg 1994 óta. Azóta már több, mint 1000 fejezet jelent meg, amivel ez lett a 24-ik leghosszabb manga-sorozat. A Shogakukan a fejezeteket tankóbon formában összegyűjtve is kiadja. Az első tankóbon kötet 1994. június 18-án jelent meg.

## Anime
A manga alapján készült animét a TMS Entertainment és a Yomiuri Telecasting Corporation gyártja, valamint Kodama Kendzsi és Jamamoto Jaszuicsiro rendezik. Az 1996-ban induló sorozatnak már több, mint 1000 epizódja készült el.
Magyarországon az Animax 2009 márciusában kezdte el vetíteni az első 52 epizódot magyar szinkronnal, azonban az alacsony nézőszám miatt további forgalmazói évadokat nem vásárolt meg. A Conan, a detektív – Bomba a felhőkarcolóban című első Conan-mozifilmet viszont még műsorra tűzte 2010. december 25-én.

## Edogava Conan név eredete
Az Edogava Conan név két híres detektívregény-író nevének keveréke.
A skót származású orvos, Arthur Conan Doyle a híres Sherlock Holmes megalkotója. Conan Doyle négy regényt és 56 novellát írt Holmes főszereplésével, többségüket Holmes barátjának, Dr. Watsonnak a tolmácsolásban. Sherlock Holmes Londonban lakik a Baker Street 221/1B szám alatt, pipázik és híresen jó megfigyelő képességével, és bombabiztos következtetéseivel oldja meg a bűntényeket.
A név másik neve Edogava Ranpo japán krimiszerző vezetéknevéből ered. Edogava a 20. század első felében írta regényeit. Történeteiben gyakran szerepeltet optikai eszközöket, például tükröket és lencséket, amelyek torzítják a valóságot.
Kitalált elkövetői minden igyekezetükkel próbálják megvalósítani a tökéletes bűntényt. Azonban, tökéletes bűntény nem létezik - legalábbis a krimik világában. Edogava leghíresebb detektívhősének neve Akecsi Kogoró.